# Історія Девіда Коперфілда
«Історія Девіда Коперфілда» (англ. The Personal History of David Copperfield) — комедійна драма режисера Армандо Іаннуччі, заснована на романі Чарлза Діккенса «Девід Коперфілд». Головну роль в картині виконав Дев Пател.
Світова прем'єра відбулася на Міжнародному кінофестивалі в Торонто 5 вересня 2019 року. Вона випущена у Великій Британії 24 січня 2020 року компанією Lionsgate Films та в США 28 серпня 2020 року компанією Searchlight Pictures.

## Стислий зміст
Девід Коперфілд з'явився на світ в Лондоні у ті роки, коли там було усього потроху — убогість і багатство були зовсім поруч, елітні райони межували з бідними, а кожна людина намагалася в цьому світі вижити, як могла. Тобто — як завжди. Батька хлопець не пам'ятає, а мама померла, коли Девід був ще зовсім молодим. Сироті довелося чіплятися за кожен шанс у його житті, щоби не бути викинутим на якийсь смітник.
Доля завжди вела його до надзвичайно цікавих людей, усі вони внесли свою частину в формування особистості Девіда. От саме так і творилася його історія — історія сироти, який став одним із найпопулярніших людей своєї епохи.

## Знімалися
- Дев Пател — Девід Коперфілд
- Ніккі Амука-Берд — місіс Стерфорт
- Анейрін Барнард — Джеймс Стірфорт
- Даррен Бойд — Едвард Мердстоун
- Пол Вайтгаус — містер Пегготті
- Ентоні Велщ — Гем Пегготі
- Бен Вішоу — Урія Гіп
- Бенедикт Вонґ — містер Вікфілд
- Бронах Галлахер — пані Мікобер
- Розалінд Елеазар — Агнес Вікфілд
- Пітер Капальді — Вілкінс Мікобер
- Емі Келлі — Емілі
- Морфід Кларк — Дора Спенлоу та Клара Коперфілд
- Метью Коттл — містер Спенлоу
- Гвендолін Крісті — Джейн Мердстоун
- Дейзі Мей Купер — Клара Пегготті
- Фісайо Акінаде — Маркем
- Г'ю Лорі — містер Дік
- Віктор Макгвайр — Крікл
- Анна Максвелл Мартін — місіс Стронг
- Тільда Свінтон — Бетсі Тротвуд